# Биракан
Бирака́н — посёлок городского типа в Облученском районе Еврейской автономной области России.

## Этимология
Название поселения образовано от реки Биракан, в свою очередь гидроним связывают с эвенк. бира — «река», с добавлением суффикса уменьшительности -кан, то есть Биракан — «речка; маленькая река».

## География
Пос. Биракан стоит на реке Бира.
Расстояние до административного центра города Облучье — 68 км (на запад по автотрассе Чита — Хабаровск).

## История
Биракан возник в 1905 году при строительстве железной дороги и назван по одноимённой реке Биракан (левый приток реки Бира), протекающей по восточной окраине посёлка.
10 октября 1931 года Постановлением Президиума ВЦИК «селение Биракан (с железно-дорожной станцией того же имени)» отнесён к категории рабочих поселков
.

## Население
| 1923  | 1924  | 1926  | 1930  | 1939  | 1959  | 1970  |
| ----- | ----- | ----- | ----- | ----- | ----- | ----- |
| 227   | ↗536  | ↗1638 | ↗2113 | ↗4360 | ↘4288 | ↘3023 |
| 1979  | 1989  | 1992  | 1998  | 2002  | 2009  | 2010  |
| ↗3081 | ↗3089 | ↗3100 | ↘2800 | ↘2543 | ↘2480 | ↘2151 |
| 2011  | 2012  | 2013  | 2014  | 2015  | 2016  | 2017  |
| ↘2136 | ↘2072 | ↗2073 | ↘2013 | ↘1941 | ↘1899 | ↘1866 |
| 2018  | 2019  | 2020  | 2021  | 2023  |       |       |
| ↘1836 | ↘1803 | ↘1781 | ↘1760 | ↘1732 |       |       |

## Инфраструктура
- Одноимённая станция Дальневосточной железной дороги.
- В 1943 году построена бумажная фабрика[28].